# Mohammed Khalfan
Mohammed Khalfan (Arabic:محمد خلفان) (sinh ngày 29 tháng 12 năm 1992) là một cầu thủ bóng đá người Các Tiểu vương quốc Ả Rập Thống nhất. Hiện tại anh thi đấu cho Al-Fujairah.